# 陨星深井洞
陨星深井洞（阿拉伯语：‎，；意为“深井”，意为“星星”）是阿曼马斯喀特省古赖亚特州的一个落水洞。当地人以为它是流星陨落造成的坑洞，而坑洞又形似水井，因而得名。其实落水洞是一种喀斯特地形，其成因与陨石无关。
陨星深井洞位于迪巴卜（‎，亦作代巴卜）与拜迈（‎，亦作比迈）两个村镇之间的公路旁，因此在英语中也叫迪巴卜落水洞（Dibab Sinkhole）、代巴卜落水洞（Dabab Sinkhole）、拜迈落水洞（Bamah Sinkhole）、比迈落水洞（Bimmah Sinkhole）。洞内池水呈蓝绿色，有楼梯通往水边。